# Skroetbalg
Skroetbalg is een Drentse punkband met teksten die in 't Drents gezongen zijn. De band is opgericht in 2020 en bestaat uit Sander Broersma (Assen, 1984; zang en gitaar), Rutger Beuving (drums) en Boris Loman (bas en zang).

## Stijl
Over hun muziek zegt de band zelf:
"De maten van Skroetbalg bezingen in hun eigen taal de dingen die het leven de moeite waard maken: bier, auto's, vechten, hun moeders en de provincie zelf. Hun recht voor zijn rape punkrock knipoogt naar oude en nieuwe rockhelden.
Volgens Broersma maakt de band geen boerenrock: Als muzikale voorbeelden noemt Beuving Motörhead, de Misfits en de Ramones.
Hun nummer "Net Oen Moe" is een cover met eigen tekst van "Attitude" van de Misfits.

## Oorsprong
De bandleden kenden elkaar al jaren voor 't ontstaan van de band. Broersma en Beuving kwamen elkaar weer tegen bij 't stappen in Groningen, en kwamen nadien aan het praten over waar ze muzikaal mee bezig waren. Toen het idee voor een band ontstond, werd Loman erbij gevraagd.
Begin 2021 kwam Skroetbalg met hun eerste demo, "Spreek Drents of starf", en een aantal digitaal uitgebrachte singles. De demo werd vrij goed ontvangen en kreeg airplay op 3FM, KinkFM, RTV Drenthe en nog een aantal regionale zenders. Dat hun muziek op 3FM gedraaid werd zorgde SP-kamerlid en fan van harde muziek Peter Kwint voor.
Tijdens het initiatief Locked & Live in Hoogeveen gaf Skroetbalg een livestreamshow. In Vera, podium in Groningen voor underground muziek deden ze een 'Testen voor Toegang'-show. Op 14 augustus 2021 speelden ze op 't Sjock Festival in België, waarbij 't album Alles kats kapot gepresenteerd werd.

## Recensies
Over het album Alles kats kapot schreef New Noise Magazine dat er duidelijke invloeden te horen zijn van de jaren 90 Califonische melodische punkbands als US Bombs and Face to Face. De productie wordt apart geroemd en heeft duidelijk baat gehad van de ervaren handen van Peter Van Elderen en Pieter Klos. Als beste nummer wordt "Dommer Dan Bang" uitgelicht, omdat de Oi!-sound voor extra dynamiek zorgt.
Ook de recensie op hardcore-punk-webstee AWAY FROM LIFE was lovend over  Alles kats kapot: "Die Songs sind sehr eingängig und bleiben unglaublich fest im Ohr hängen."

## Discografie

### Albums

#### Spreek Drents of starf (demo, 2021)
1. Drenthe Godverdomme
2. Oen Moe
3. Hol Oen Bek
4. Net Oen Moe
5. Bakkie De Man
6. Stompen In De Kroeg
7. Skroetbalg

#### Alles kats kapot (2021)
1. 'T Is Wat Het Is
2. Ponypark
3. Dommer Dan Bang
4. Geen Tied
5. Nooit Zoals Oons
6. Mag Ik Weer In Huus
7. Renault 5GTE
8. Alles Kats Kapot

### Singles en ep's

#### Hol Oen Bek (EP, 2021)
1. Hol oen bek
2. Stompen in de kroeg
3. Bakkie De Man
4. Oen Moe

#### LIVE I (single, 2021)
1. Mag ik weer in huus - Live tiedens t Drents Liedtiesfestival 2021
2. Oen Moe - Live tiedens DJAMMEN
3. Stompen - Live tiedens DJAMMEN

#### Geen Tied (single, 2021)
1. Geen Tied

#### Ponypark (single, 2021)
1. Ponypark
2. Geen Tied

#### Split Met Bent Out Of Shape (single, 2022)
1. Methanol
2. Hol Oen Bek (Live in Vera Grunn)

#### KONING VAN DE N34 (single, 2022)
1. Koning van de N34
2. Methanol
3. Hol Oen Bek (Live in Vera Grunn)

## Websites
- Officiële website van Skroetbalg